# Pieter Gysel
Pieter Gysel (Leuven, 18 december 1980) is een Belgische voormalig shorttracker en langebaanschaatser. Na zijn eigen schaatscarrière werd hij shorttrackcoach.

## Carrière
Gysel begon zijn internationale shorttrackloopbaan in 2000. Hij werd op het WK in Sheffield 19e in het algemeen klassement en op het EK in Den Haag 8e op zowel de 500 meter als op de 1500 meter. Zijn eerste podiumplaats behaalde hij met de Belgische aflossingsploeg in 2002, tijdens het EK in Grenoble. Daar werden de Belgen tweede en pakten ze de zilveren medaille op het onderdeel 5000 meter aflossing. Hij kwalificeerde zich op de 1000 en 1500 meter alsook in de 5000 meter aflossingsploeg voor de Olympische Winterspelen 2002 in Salt Lake City, maar werd op alle onderdelen al in de voorrondes uitgeschakeld.

### Shorttrack
De echte doorbraak voor Gysel volgde in 2002, opnieuw tijdens de Europese kampioenschappen, die ditmaal werden gehouden in Sint-Petersburg. Op de 500 meter werd hij tweede, net zoals op de 3000 meter. Zodoende kon hij twee zilveren medailles op zijn conto bijschrijven. In het algemeen klassement werd hij daar vierde.
De Europese kampioenschappen werden gehouden in 2004. Wederom was Gysel van de partij. Ditmaal pakte hij een bronzen medaille op de 1500 meter en wist hij de 3000 meter als winnaar af te sluiten en daarmee de gouden medaille op te strijken. In het klassement kwam hij echter niet voor, aangezien hij op de 500 meter pas 35e werd.
Even werd het stil rondom Pieter Gysel, toen hij geen spraakmakende resultaten meer wist te boeken. De ommekeer leek te komen tijdens het EK van 2005 in Turijn, toen hij de 5e plaats behaalde op de 500 meter. Ook op de 1500 meter werd hij hooguit 5de, om vervolgens weer mindere prestaties te boeken.
Tijdens het EK Shorttrack 2006 in Krynica Zdrój liet Gysel weer van zich horen. Hij toonde eens te meer goed te kunnen presteren wanneer het een Europees kampioenschap betrof. Dankzij drie zilveren medailles op de 500 meter, de 1500 meter en de 3000 meter behaalde hij een verdienstelijke bronzen plak in het algemeen klassement. Hij kwalificeerde zich voor alle drie de afstanden voor de Olympische Winterspelen 2006.
Op de Spelen strandde Gysel op de 500 meter in de voorronde. Zowel op de 1000 meter als op de 1500 meter haalde hij de halve finale, waarin hij beide keren werd gediskwalificeerd.

### Langebaan
Op 4 december 2009 maakte Gysel zijn debuut in het langebaanschaatsen. Tijdens de wereldbekerwedstrijden in Calgary reed hij op de 1500 meter in de B-groep naar de 34e tijd: 1.50,54. Op de 1000 meter zette hij een nieuw Belgisch record neer: 1.11,32.

### Shorttrackcoach
Op 29 juni 2010 stopte hij met shorttrack op topniveau. Zeker vóór de Olympische Winterspelen van 2014 werd hij bondscoach van het Belgische shorttrackteam. Een tijd later, toen er een paar Belgische shorttrackers in Thialf gingen trainen, werd hij ook assistentcoach van het Nederlandse shorttrackteam. Op 12 mei 2022 stopte hij met beide banen, na een hersenvliesontsteking gehad te hebben.

## Persoonlijke records
| Afstand    | Tijd    | Datum            | Baan    |
| ---------- | ------- | ---------------- | ------- |
| 500 meter  | 37,22   | 12 augustus 2007 | Calgary |
| 1000 meter | 1.11,32 | 6 december 2009  | Calgary |
| 1500 meter | 1.50,54 | 4 december 2009  | Calgary |
| 3000 meter | 3.58,05 | 12 augustus 2007 | Calgary |

1. ↑  Author, P. E., Pieter Gysel stopt met shorttrack. De Morgen (29 juni 2010). Geraadpleegd op 7 december 2022.
2. ↑  Shorttrackcoach Pieter Gysel "neemt enkele maanden afstand" na hersenvliesontsteking. sporza.be (12 mei 2022). Geraadpleegd op 7 december 2022.